# غضار (السبرة)

تعديل مصدري - تعديل

غضار هي إحدى قرى عزلة عينان بمديرية السبرة التابعة لمحافظة إب، بلغ تعداد سكانها 737 نسمة حسب تعداد اليمن لعام 2004.